# パシフィック電鉄5000形電車
5000形（5000 Class）は、かつてアメリカ合衆国のロサンゼルスに存在したパシフィック電鉄（Pacific Electric Railway）が所有していた電車の1形式。アメリカ・カナダ各都市の電化鉄道に導入された路面電車車両であるPCCカーの1つであった。

## 概要
パシフィック電鉄は、かつてカリフォルニア州ロサンゼルス近郊にインターアーバンの路線網を広げていた企業で、最盛期には路線延長が800 km以上にも及んでいた。だが、自動車やバスの発展、世界恐慌の影響により、1930年代後半以降パシフィック電鉄は多くの路線を低コストの路線バスへ置き換える方針を決め、ダウンタウン地区の地下区間からグレンデールやバーバンクを結ぶグレンデール・バーバンク線も1936年7月12日以降路線バスへ切り替わった。だが、同区間の鉄道利用客から大きな反発を招き、カリフォルニア州鉄道委員会が旅客列車の運行再開を命じる事態にまで発展したことで、パシフィック電鉄は新型車両を導入した上で電車を復活させる事を決定した。そのために30両（5000 - 5029）が導入されたのが、PCCカーと呼ばれる車両である。
他の都市に導入されたPCCカーと同様を高抗張力鋼を用いた軽量車体を有し、車内には換気扇に加えて制動装置から生じた熱を用いた暖房機能が備わっていた。駆動方式はパシフィック電鉄が所有していた電車で唯一となる直角カルダン方式を採用し、制動装置は電気ブレーキに加え、第二次世界大戦前のPCCカーの標準であった空気ブレーキが使われた。一方、車体はPCCカーの標準であった片運転台式ではなく車体前後に運転台がある両運転台式を採用し、乗降扉も左右両方、向かって右側と中央部に設置されていた。また連結運転を実施する事を前提に設計されたため、総括制御装置や連結器も搭載していた。

## 運用
グレンデール・バーバンク線の運転再開に合わせ、5000形は1940年11月24日から営業運転を開始した。同区間に加え、第二次世界大戦中は利用客が急増したハリウッド方面の路線にも導入され、最大3両まで総括制御可能な性能を活かし活躍した。だが、第二次世界大戦後はモータリーゼーションの進展によりバス化が促進され、1953年にパシフィック電鉄の旅客列車運営権がメトロポリタン・コーチ・ライン（Metropolitan Coach Lines）に売却された事でグレンデール・バーバンク線も廃止の対象となり、1955年6月19日をもって営業運転を終了した。PCCカーについても他の電車と比べて低速だった事から他路線への転属は無く、全車廃車された。
同じ頃、アルゼンチン国鉄が所有していた標準軌（1,435 mm）路線であるウルキサ線（Línea Urquiza）では、ブエノスアイレス近郊の電化路線の近代化を目的に、パシフィック電鉄から譲渡された電車が多数導入されていた。PCCカーもその一環として1959年にウルキサ線へ譲渡され、第三軌条方式に対応できるよう台車が改造を受けた他、車両番号も"1500 - 1529"に変更された。
主に支線や短距離列車に投入され、一部車両は電動機を撤去し両端に非常扉を設置した付随車に改造されたが、他車と異なる仕様だった事やウルキサ線の線路条件に台車が合わず振動が多発した事から、僅か3年後の1962年にキー・システムから譲渡されたブリッジ・ユニット（Bridge Unit）に置き換えられる形で全車営業運転から離脱し、1970年代初頭までに解体された。
2019年現在、サンフランシスコ市営鉄道が所有するPCCカーのうち、フィラデルフィアから譲渡された車両（1061）がこの5000形を基にした塗装で営業運転に用いられている。ただし1061は片運転台車両のため、かつての5000形の塗装や形態とは異なっている。

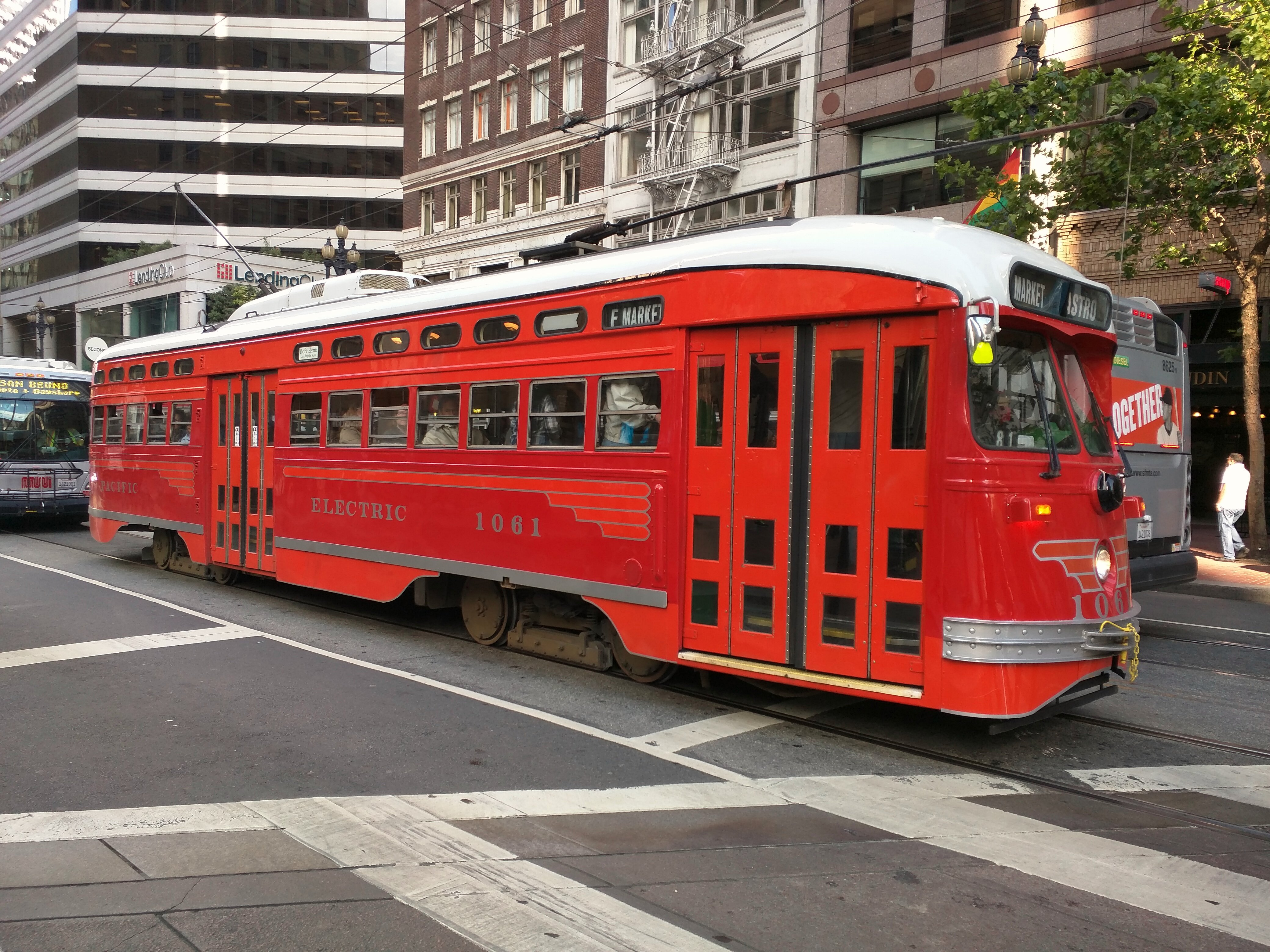
サンフランシスコ市営鉄道の1061（2016年撮影）
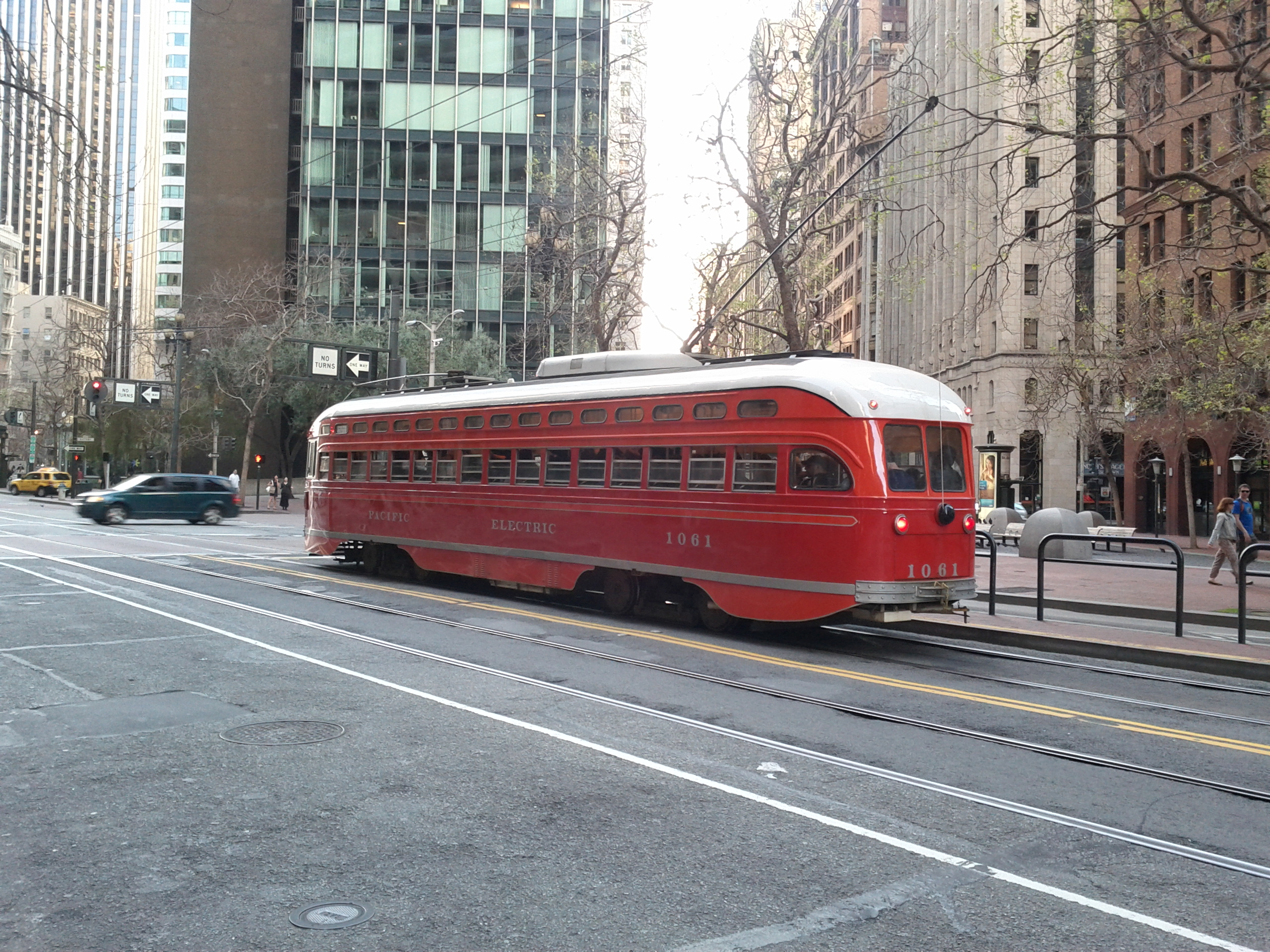
1061は連結器を装備しない片運転台車両で左側面に乗降ドアがない（2012年撮影）